# Thorapadi (Vellore)
Thorapadi es una ciudad y nagar Panchayat situada en el distrito de Vellore en el estado de Tamil Nadu (India). Su población es de 17109 habitantes (2011). Se encuentra a 3 km de Vellore y a 70 km de Kanchipuram.

## Demografía
Según el censo de 2011 la población de Thorapadi era de 16700 habitantes, de los cuales 8222 eran hombres y 8478 eran mujeres. Thorapadi tiene una tasa media de alfabetización del 85,99%, superior a la media estatal del 80,09%: la alfabetización masculina es del 90,39%, y la alfabetización femenina del 81,74%.